# Devadānappatti
Devadānappatti är en ort i Indien.   Den ligger i distriktet Theni och delstaten Tamil Nadu, i den södra delen av landet, 2 100 km söder om huvudstaden New Delhi. Devadānappatti ligger 295 meter över havet och antalet invånare är 14 190.
Terrängen runt Devadānappatti är varierad. Runt Devadānappatti är det tätbefolkat, med 411 invånare per kvadratkilometer. Närmaste större samhälle är Periyakulam, 11,3 km väster om Devadānappatti. Omgivningarna runt Devadānappatti är en mosaik av jordbruksmark och naturlig växtlighet.